# Renault 12
Pour les articles homonymes, voir R12.
La Renault 12 est une berline conçue par le constructeur automobile français Renault, produite de septembre 1969 à 1980 (en France), et dotée d'un moteur quatre cylindres en ligne en porte-à-faux avant et d'un essieu arrière rigide. Ses concurrentes françaises furent les Citroën GS, Peugeot 304 et Simca 1301. En 1973, la R12 est la voiture la plus vendue en France (prend la place de la Simca 1100). Cette voiture moyenne de la Régie Renault fut surtout produite en France à l'usine de Flins ; les coupés Renault 15 et 17 en sont dérivés. La Renault 12 fut ainsi nommée parce qu'elle[réf. nécessaire] était équipée d'un « moteur Cléon-Fonte » de 1 289 cm3.

## Historique

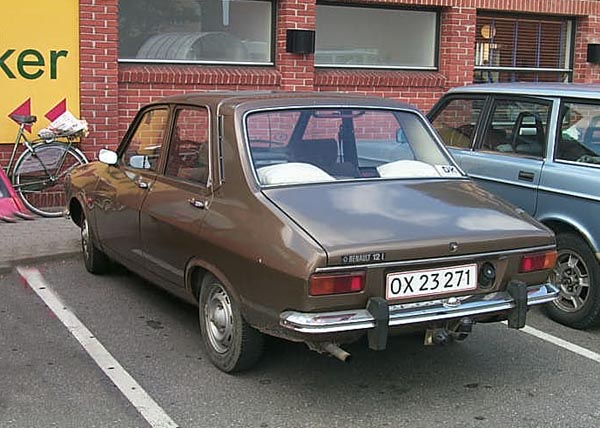
Renault 12 L

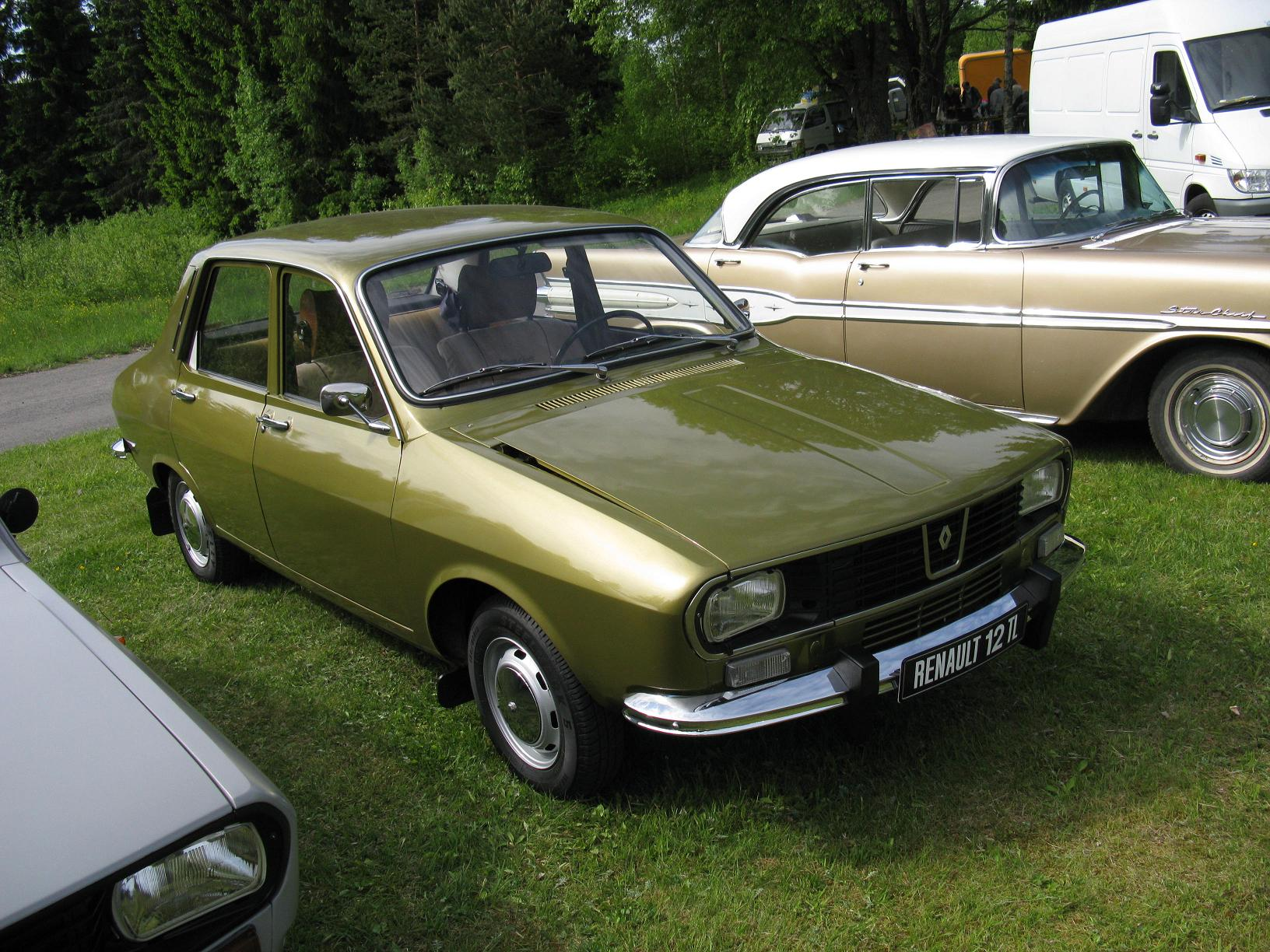
Renault 12 TL

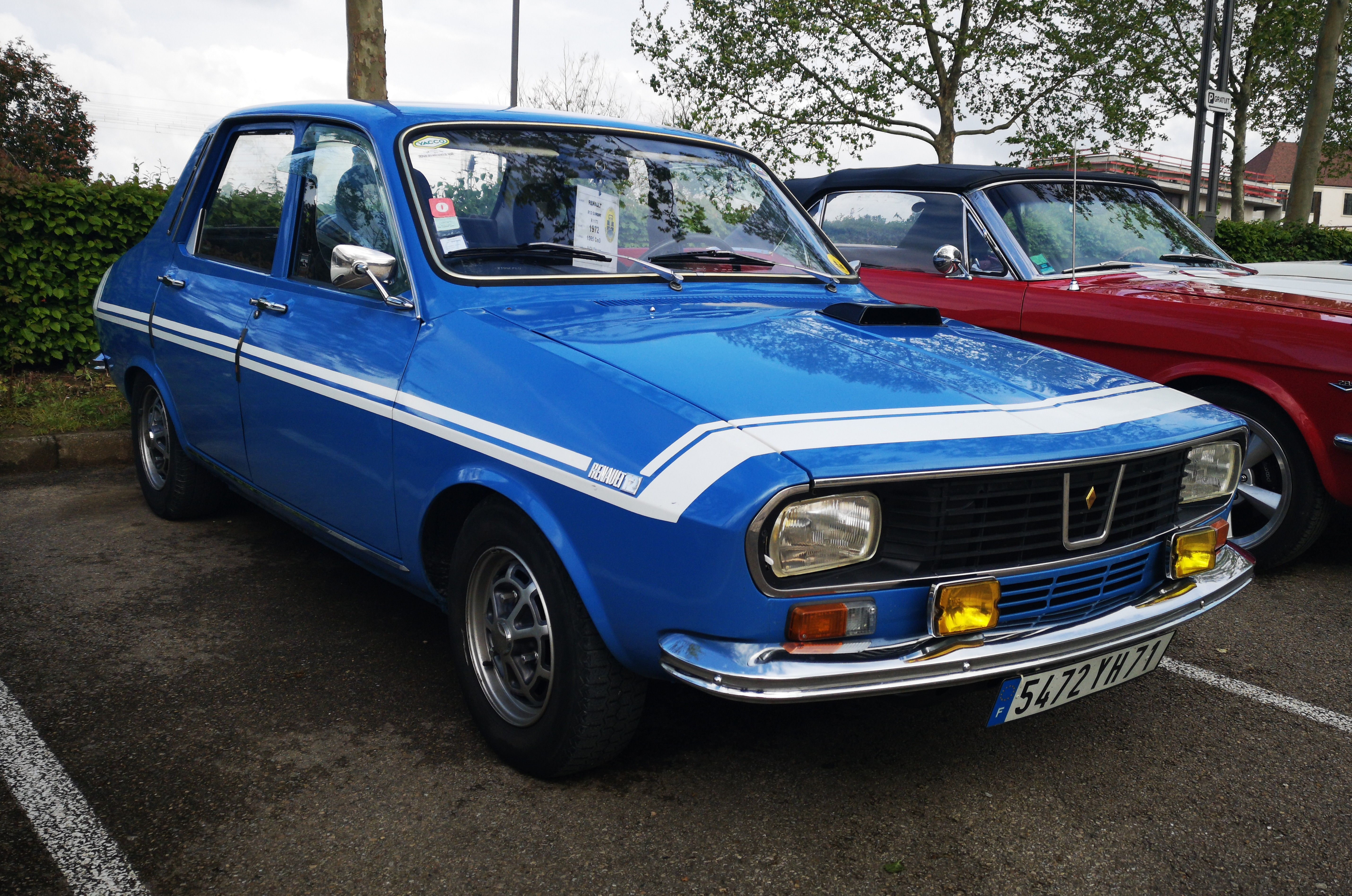
Renault 12 Gordini TL

La Renault 12 est lancée en septembre 1969 en deux versions L et TL. Cette dernière dispose d'accoudoirs de portes, de sièges avant séparés inclinables avec un accoudoir central, d'un miroir de courtoisie et d'un éclairage de coffre. La calandre en plastique noir est une nouveauté. Au Salon de Paris 1970, les breaks L et TL rejoignent les berlines. Celles-ci gagnent une poignée de maintien pour le passager avant, un nouvel accélérateur, une grille gravée sur le levier de vitesse, des baguettes chromées en bas de caisse et à la base de l'ouverture du coffre à l'arrière.

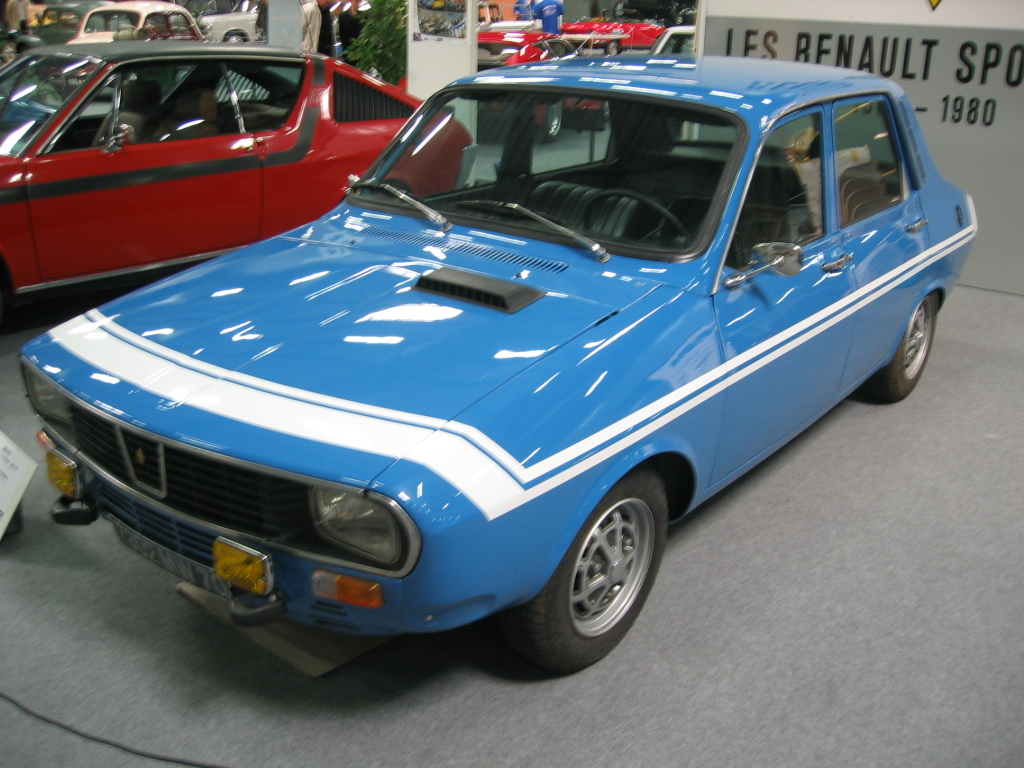
Renault 12 Gordini.

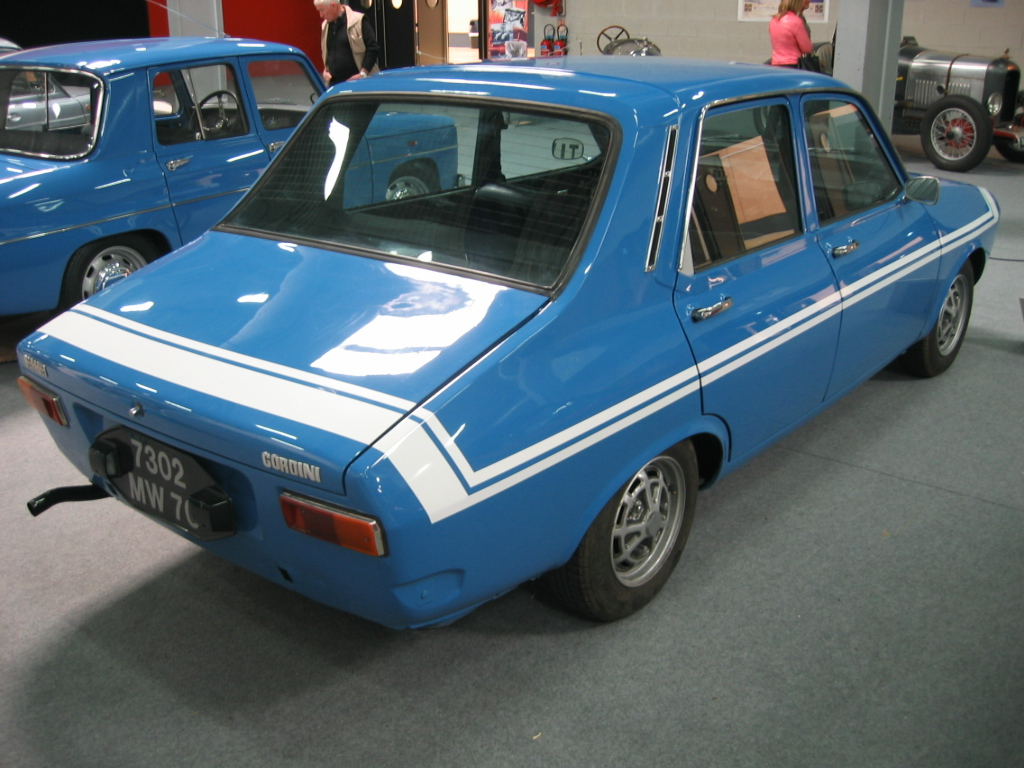
Arrière d'une Renault 12 Gordini.

Pendant l'été 1971, la performante Renault 12 Gordini (185 km/h) entre en production régulière. La 12 G est dotée d'un « moteur Cléon-Alu » de 1 565 cm3 type 807/20 issu de la Renault 16 TS et revu par Amédée Gordini, soit 113 ch DIN à 6 250 tr/min et 140 N.m (14,3 m.kg) de couple à 4 500 tr/min. Outre diverses modifications (vilebrequin, admission, arbre à cames...), il est alimenté par deux carburateurs horizontaux double corps Weber et refroidi par un radiateur d'huile. Ce moteur est servi par une boîte cinq rapports. Le freinage est renforcé par des freins à disques ventilés à l'avant (pour la première fois sur une voiture française) et des freins à disques à l'arrière. Le réservoir d'essence de 89 litres avec remplissage sur le côté gauche (et non à l'arrière à droite de la plaque d'immatriculation comme sur les autres 12) était spécifique. L'extérieur se différencie aussi par la teinte bleu France, les bandes blanches, les projecteurs additionnels longue portée protégés par des petits butoirs, la prise d'air sur le capot, les jantes largeur 14 cm (5,5 pouces) et la suppression des pare-chocs (sauf Gordini TL). Dans l'habitacle, on trouve un compte-tours, un volant trois branches et des garnitures allégées. La société Renault-Gordini à Viry-Châtillon commercialisait un kit compétition qui comprenait : segments, bielles, chemises, arbres à cames, ressorts de soupapes, bougies, gicleurs, trompettes d'admission à la place du filtre à air et nouveau couvre culbuteur. Les R 12 G seront les actrices de la Coupe Gordini de 1971 à 1974. En 1971, aux mains des frères Marreau, la Gordini établit le record sur le trajet Le Cap - Alger. Pour 1972, quelques modifications sont apportées au reste de la gamme : un alternateur au lieu de la dynamo et la suppression des feux de position latéraux sur les ailes avant.

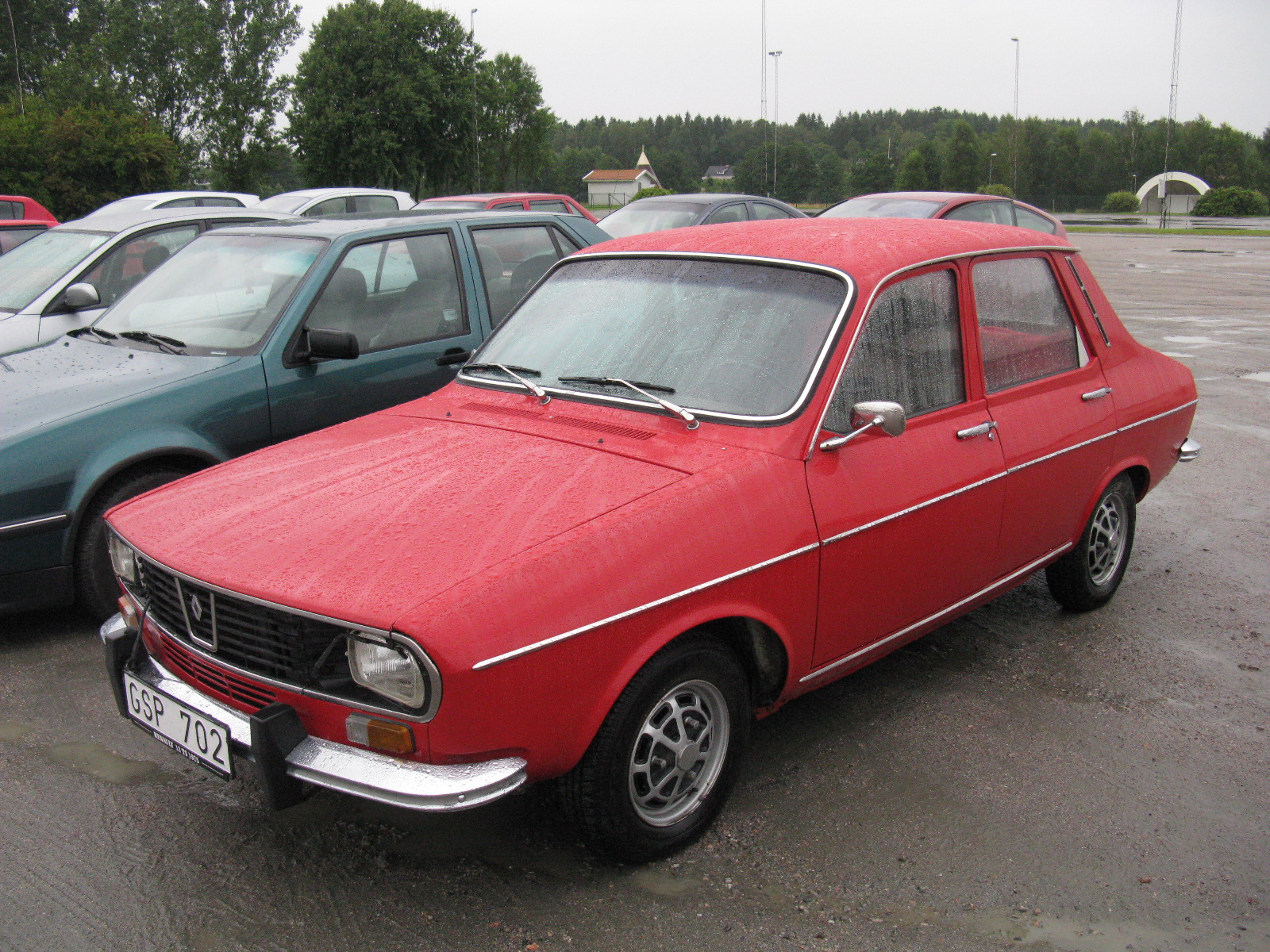
Renault 12 TS (1974)

En juillet 1972,apparaît une version à la présentation sportive nommée TS. Elle utilise le « moteur Cléon-Fonte » de 1 289 cm3 60 ch DIN à carburateur double corps de la Renault 15 TL, ce qui permet d'atteindre la vitesse maximale de 150 km/h. Elle est équipée de freins assistés. Esthétiquement, la R 12 TS, qui s'inspire des R 12 vendues aux États-Unis et des R 12 S fabriquées en Espagne, est immédiatement reconnaissable par ses roues de style Gordini, par sa baguette latérale chromée sur l'arête des flancs et ses deux projecteurs à iode longue portée supplémentaires (ils seront, dès l'année suivante, intégrés aux optiques principales de type « Kangourou »). L'intérieur se caractérise par des sièges « Intégral » avec appuie-tête ajourés incorporés, un compte-tours, un indicateur de température de liquide de refroidissement (circuit scellé) et une console centrale. Sur les autres versions, le frein à main prend place au plancher entre les sièges avant. Du coup, la banquette avant de la version L est remplacée par des sièges séparés et l'accoudoir central avant de la version TL est supprimé. À l'extérieur, les feux arrière perdent leur encadrement et les clignotants avant passent de l'orange au blanc.
Pour 1974, la gamme se complète d'un break TS et d'une berline TR Automatic à boîte de vitesses automatique à pilotage électronique. La Renault 12 TR Automatic marie l'aspect extérieur de la TL (avec une baguette latérale chromée supplémentaire) et les sièges intégraux de la TS. Toutes les 12 « 74 » affichent le losange Vasarely à l'avant et un sigle en plastique noir à l'arrière. Le millésime 1975 s'allège de la 12 Gordini, l'appellation sera immédiatement récupérée par la 17 TS. Les breaks L et TL se nomment respectivement pendant une courte année breaks LN et TN, ce dernier, qui se distingue par sa baguette latérale chromée, aligne sa présentation sur le nouveau break TR Automatic. Enfin, la berline L remplace ses enjoliveurs de roue par des écrous chromés.

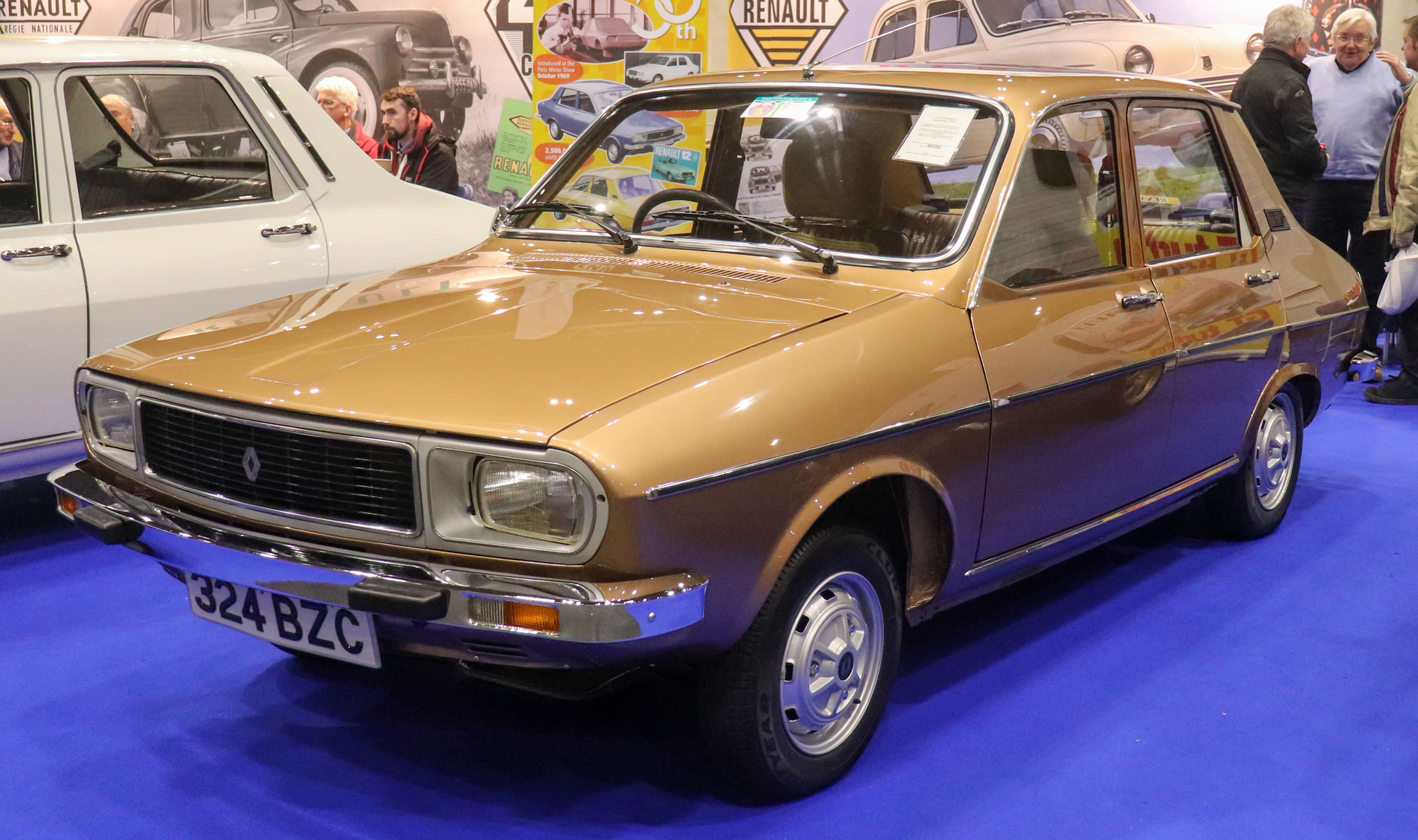
Renault 12 Automatic 1977.

À l'automne 1975, la Renault 12 est restylée : nouvelle calandre dans un entourage de plastique gris, pare-chocs plus hauts avec feux et butoirs (sauf L) incorporés à l'avant, blocs optiques arrière agrandis avec feux de recul (TS), freins assistés sur tous les modèles (sauf berline L), planche de bord redessinée (sauf L) avec un combiné agrandi, extracteurs d'air latéraux horizontaux noir mat, nouvelles jantes à crevés rectangulaires (sauf L) et suppression des enjoliveurs de roue chromés. La L, qui voit sa puissance descendre à 50 ch, roule à l'essence ordinaire. Pour 1978, la gamme se compose ainsi : 12 (le L disparaît), 12 break, 12 TL, 12 break TL, 12 Automatic, 12 break Automatic, 12 TS et 12 break TS.

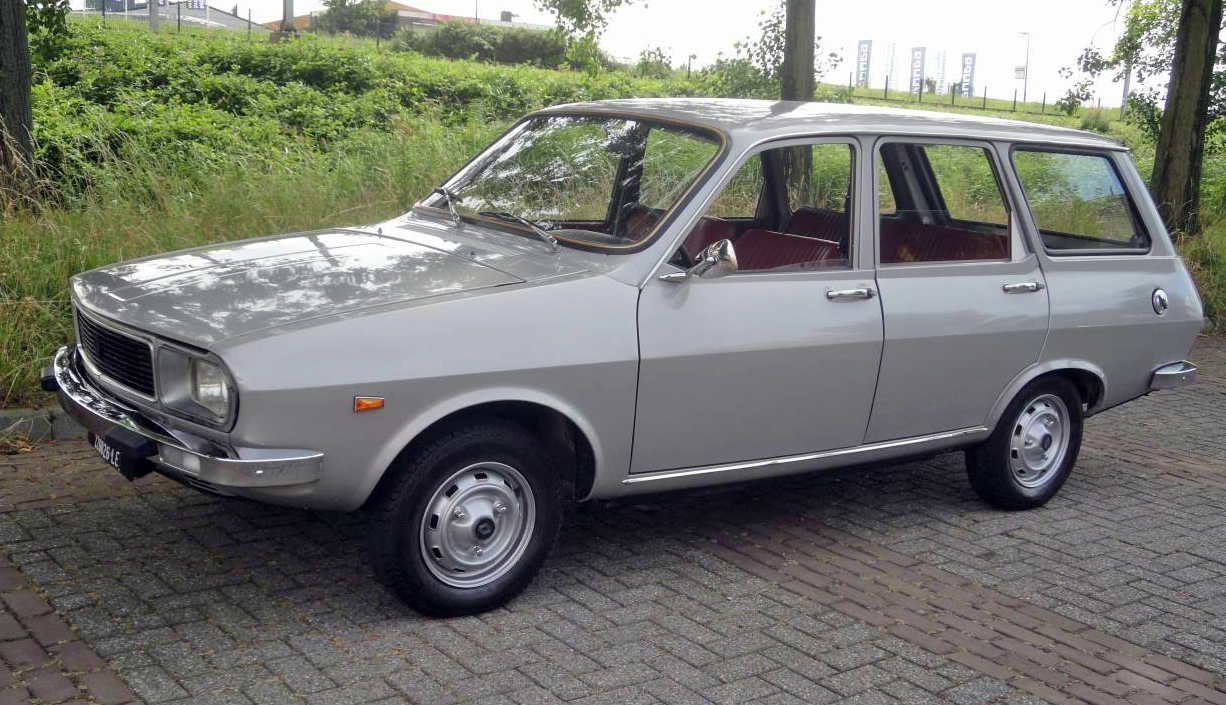
Renault 12 TL Break (1975)

À partir de juillet 1978, à la suite du lancement de la Renault 18, seuls la berline TL et les breaks continuent (dont un break TS avec roues de style Gordini). Les ceintures de sécurité arrière obligatoires s'ajoutent et les feux avant deviennent bicolores. La berline et le break TL seront les derniers à se maintenir au catalogue, jusqu’en 1980.

### Une carrière internationale
Dans les années 1970, la 12 est la voiture française la plus fabriquée à l'étranger, dans les pays suivants :
- Australie (12 GL à Melbourne), Afrique du Sud (Rosslyn Motors), Argentine (12 avec déflecteurs de vitre avant chez IKA), Canada (R12 à quatre projecteurs ronds chez SOMA (Société de Montage Automobile) à Saint-Bruno de Montarville au Québec, la 12 a connu une carrière très discrète aux États-Unis), Colombie (Sofasa Envigado), Côte d'Ivoire (SAFRAR), Espagne (12 S avec projecteurs rectangulaires supplémentaires encastrés chez FASA), Irlande (Smith Eng), Madagascar (SOMACOA), Maroc (SOMACA) et Portugal (ILR).
- Roumanie (Dacia). Entre 1969[12] et 2004, le constructeur Dacia a fabriqué sous licence en Roumanie, à Pitești, de nombreuses versions de la Renault 12 : berline 1300, berline 1310 (version plus luxueuse à quatre projecteurs ronds), berline 1320 avec hayon (à partir de 1987)[13], coupé (à partir de 1983), break (à partir de 1973[12]) et pick-up (à partir de 1975[12]). Ce dernier a été développé dans les versions simple cabine, double cabine, essence, Diesel, deux roues motrices et quatre roues motrices. En 1984, toutes les Dacia sont équipées d'une nouvelle calandre à quatre projecteurs ronds. Les deux dernières voitures (une berline et un break) ne sortent des chaînes qu’à la fin 2004 après 1 959 730 exemplaires produits en 35 ans. Elles sont exposées au musée de l'automobile roumain. La 1300 a été remplacée par la Logan. Les versions pick-up furent produites jusqu'à la fin 2006.

La Renault 12 va également être commercialisée au Brésil par Ford sous l’appellation Corcel jusqu'au milieu des années 1980 et servira également de base à un pick-up commercialisé jusqu'en 1997, la Ford Pampa.
- Turquie (OYAK). Depuis 1971 jusqu'à fin 1999, la Renault 12 a également été produite à 700 000 exemplaires[14] par l'OYAK en Turquie, où elle a été la voiture la plus vendue du pays. À la suite de son restylage en février 1989, elle s'est appelée Renault Toros[15].

## Caractéristiques

### Motorisations
|                            | 1.3         | 1.3         | 1.3         | 1.3         | 1.4 Alpine (Argentine) | 1.6 Gordini |
| -------------------------- | ----------- | ----------- | ----------- | ----------- | ---------------------- | ----------- |
| Moteur                     | Cléon-Fonte | Cléon-Fonte | Cléon-Fonte | Cléon-Fonte | Cléon-Fonte            | Cléon-Alu   |
| Cylindrée (cm3)            | 1289        | 1289        | 1289        | 1289        | 1397                   | 1565        |
| Alésage (mm) × course (mm) | 73 × 77     | 73 × 77     | 73 × 77     | 73 × 77     | 76 × 77                | 77 × 84     |
| Puissance maximale (ch)    | 50          | 54          | 60          | 60          | 110                    | 125         |
| au régime de (tr/min)      | 5 000       | 5 250       | 5 500       | 5 500       | 6 200                  | 6 250       |
| Couple maximal (N m)       | 86          | 95          | 98          | 98          | 134                    | 147         |
| au régime de (tr/min)      | 3 000       | 3 000       | 3 500       | 3 500       | 5 000                  | 4 500       |
| Boîte de vitesses          | BVM4        | BVM4        | BVM4        | BVA3        | BVM4                   | BVM5        |
| Vitesse maximale (km/h)    | 140         | 145         | 160         | 144         | 175                    | 185         |
| 0-100 km/h (s)             | -           | 17,5        | 16,5        | 19          | -                      | -           |
| Consommation (L/100 km)    | -           | -           | -           | -           | 8,33                   | -           |

Légende couleur : Essence

## Compétition
- Argentine. En 1978, elle remporte en version TS la classe B du Tour d'Amérique du Sud entre les mains de l'argentin Jorge Recalde et de son compatriote Jorge Buroscotti pour copilote.

Palmarès détaillé de la Renault 12 Gordini:

## Photos

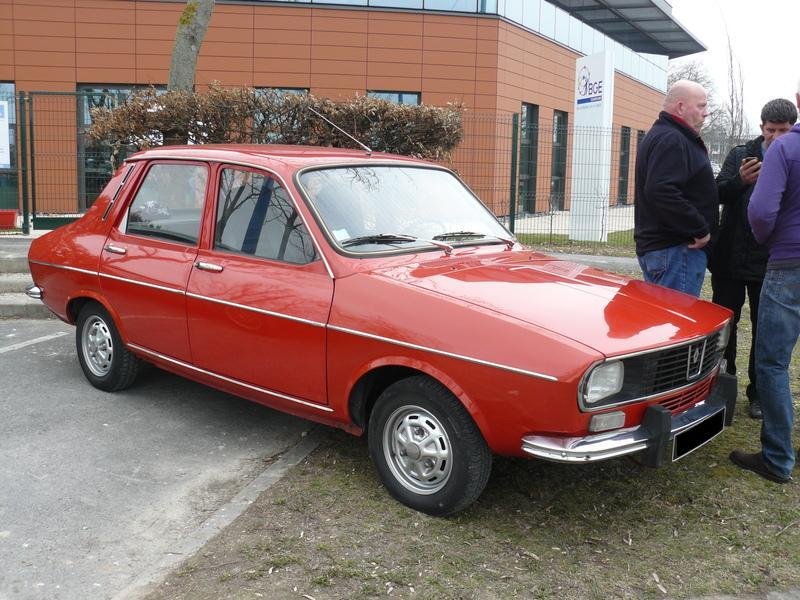
Renault 12 TS première série
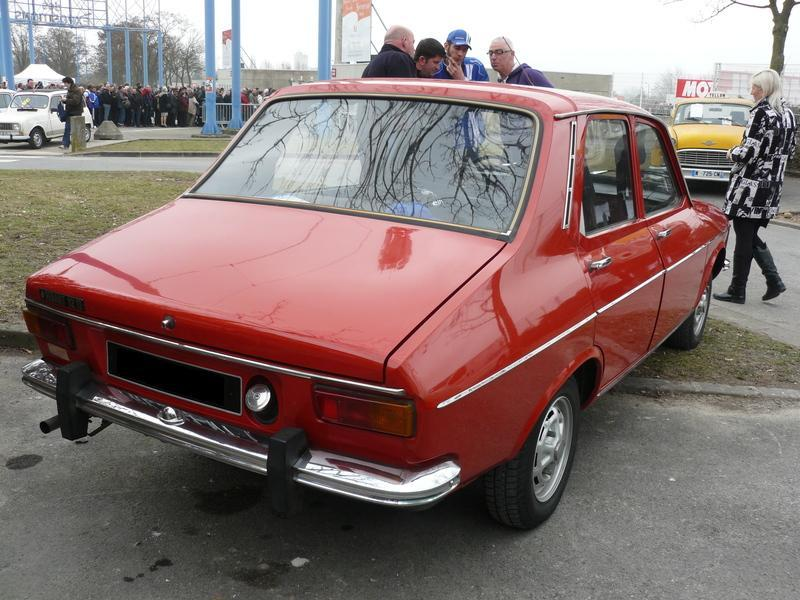
3/4 arrière
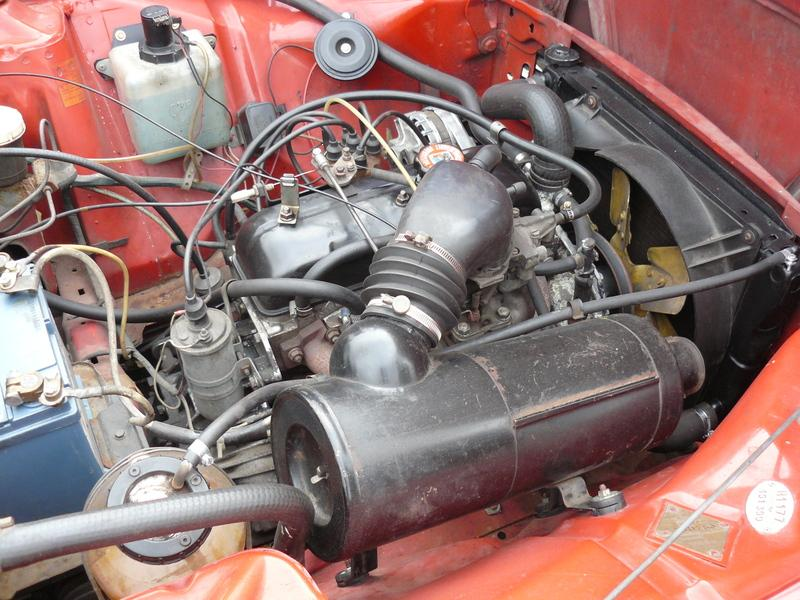
Moteur de la 12 TS
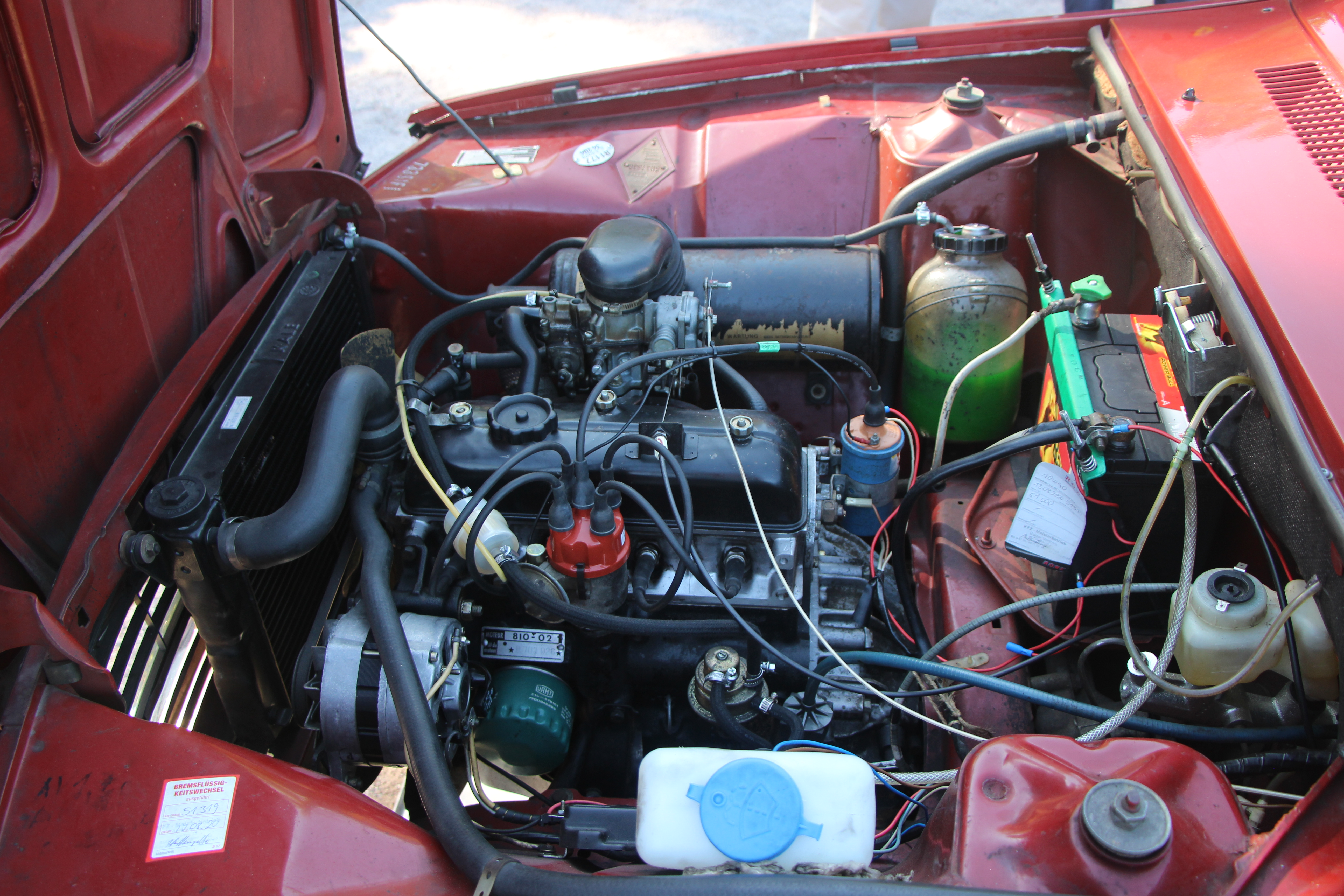
Moteur 1,3L

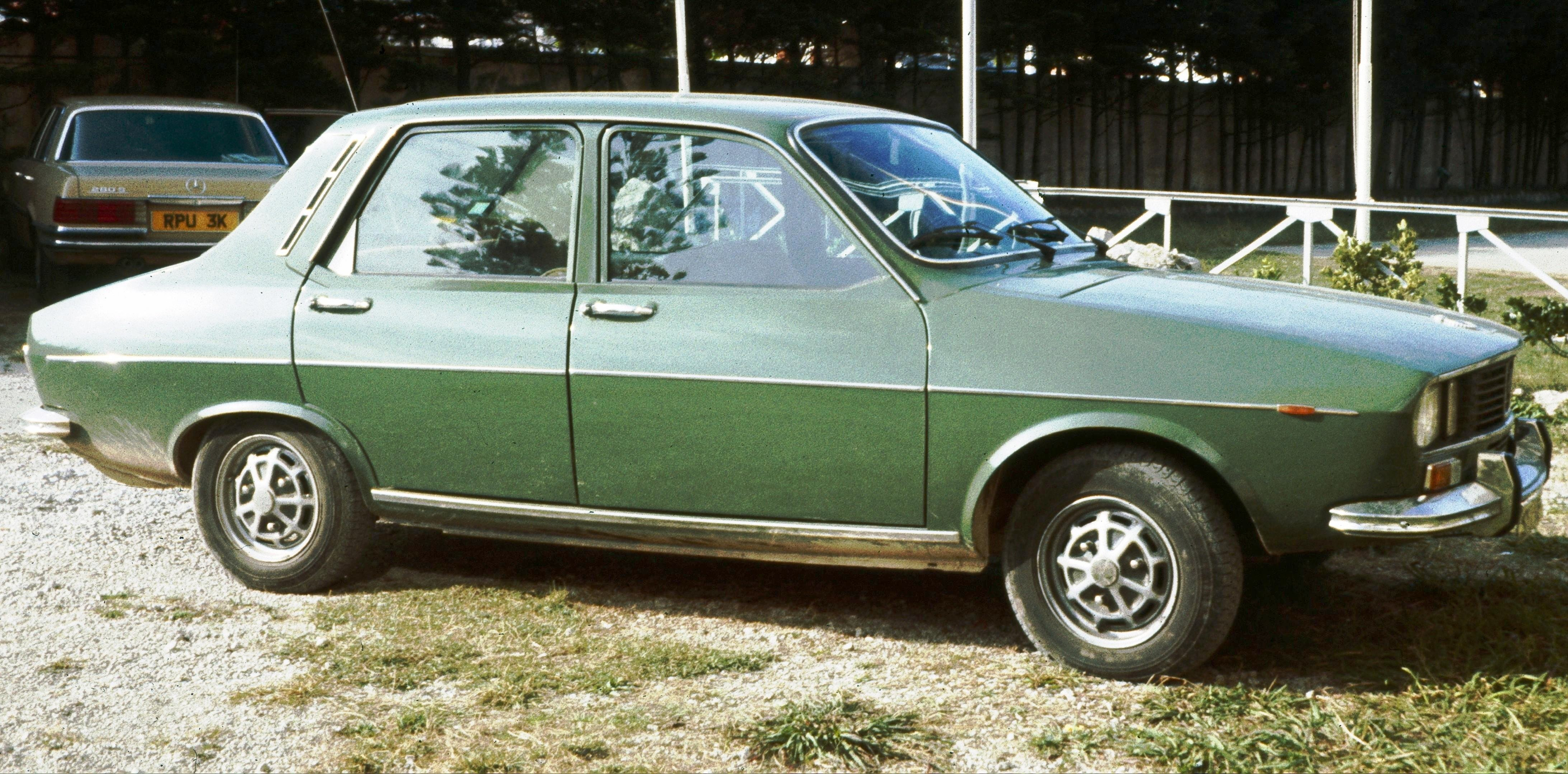
Fasa-Renault 12 S de 1974 (Espagne)
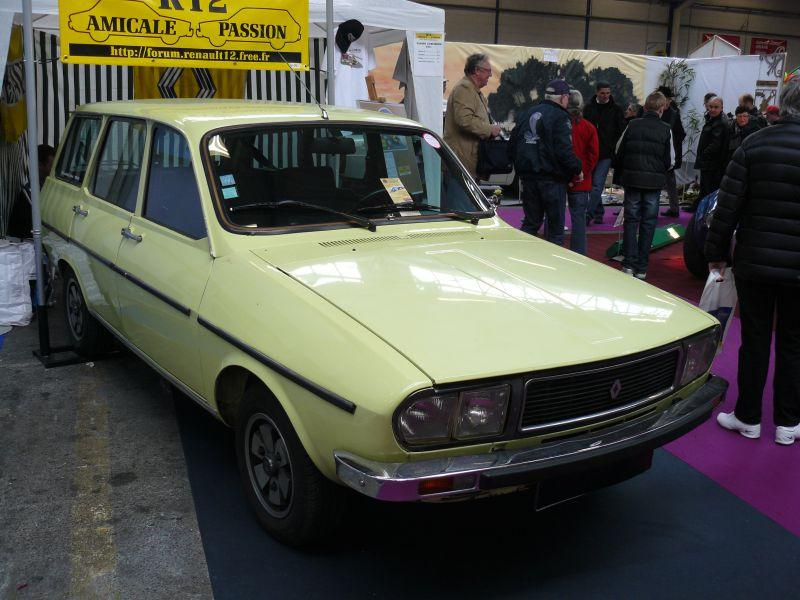
Fasa-Renault 12 break
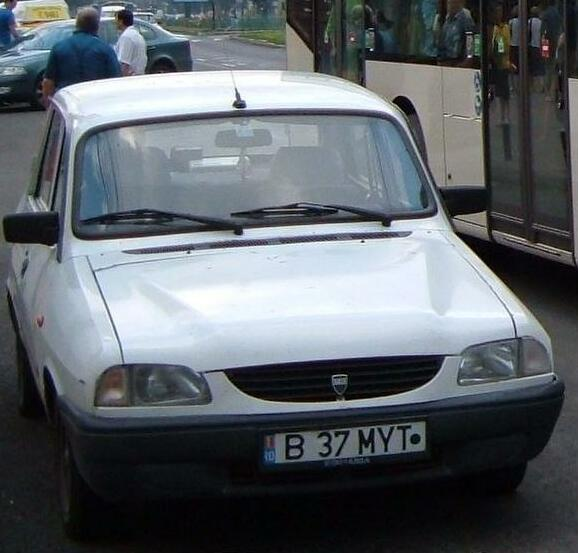
Dacia 1410 modèle 2000

## Dans la culture populaire
- "L'emmerdeur", film d'Edouard Molinaro, 1973. Scène culte , Lino Ventura est transporté en auto-stop, par le conducteur d'une R12 Gordini (miroir d'une autre scène culte avec Michel Constantin dans "Ne nous fâchons pas", Georges Lautner, 1966, mais cette fois en R8...Gordini !).
- Renault 12, documentaire de Mohamed El Khatib, 2018, Diffuseur : Arte, 78'. Documentaire. Après la mort de sa mère, le réalisateur convoie une Renault 12 TS vers le Maroc[16].
- OSS 117: Alerte Rouge en Afrique Noire: OSS 117 (Jean Dujardin) est au volant d'une Renault 12 Gordini dans le troisième volet de la célèbre trilogie d'espionnage Français.